# Ariana Benedé Jover
Ariana Benedé Jover (Barcelona, 28 d'octubre de 1997 - Barcelona, 2 de setembre de 2016) va ser una activista contra la leucèmia i impulsora del Projecte ARI, desenvolupat a l'Hospital Clínic de Barcelona, una iniciativa que va néixer amb la finalitat d'implantar una teràpia pionera contra aquesta malaltia, l'anomenada teràpia CART, només present aleshores als Estats Units.
En tornar de Dublín, on estudiava 2n d'ESO, la seva família la va notar baixa d'energies; primer li van diagnosticar pneumònia primer i finalment  leucèmia limfoblàstica aguda. Com que en aquell moment estava molt greu, la van començar a tractar amb quimioteràpia a la unitat de cures intensives (UCI). Tenia tretze anys i va estar en tractament un any i mig.
El març de 2015, en una revisió, tot i no tenir cap símptoma, les analítiques van tornar a mostrar un descens de cèl·lules de la sang, així com l'aparició de cèl·lules anòmales anomenades blasts (precursores de les cèl·lules de la sang). Va ser ingressada un altre cop, i tractada amb quimioteràpies i radioteràpies més invasives. Llavors la família va fer recerca sobre possibles tractaments de la malaltia arreu del món i es van fixar amb especial interès amb la teràpia CAR-T, que s'aplicava als Estats Units, com a possible solució. El tractament havia mostrat un 85 per cent d'èxit. A finals de 2015, el tractament va desembocar en un trasplantament de medul·la, ja que el cos no reaccionava positivament a la quimioteràpia. Després d'un mes d'aïllament, el trasplantament va ser un èxit. Això va fer que l'Ariana ja no necessités el CART.
L'Ariana va morir l'any següent, el 2 de setembre de 2016. La seva mare, Àngela Jover, va continuar impulsant el projecte solidari que va arribar a recaptar 1,8 milions d'euros provinents d'empreses, fundacions i associacions i particulars.

## Projecte ARI

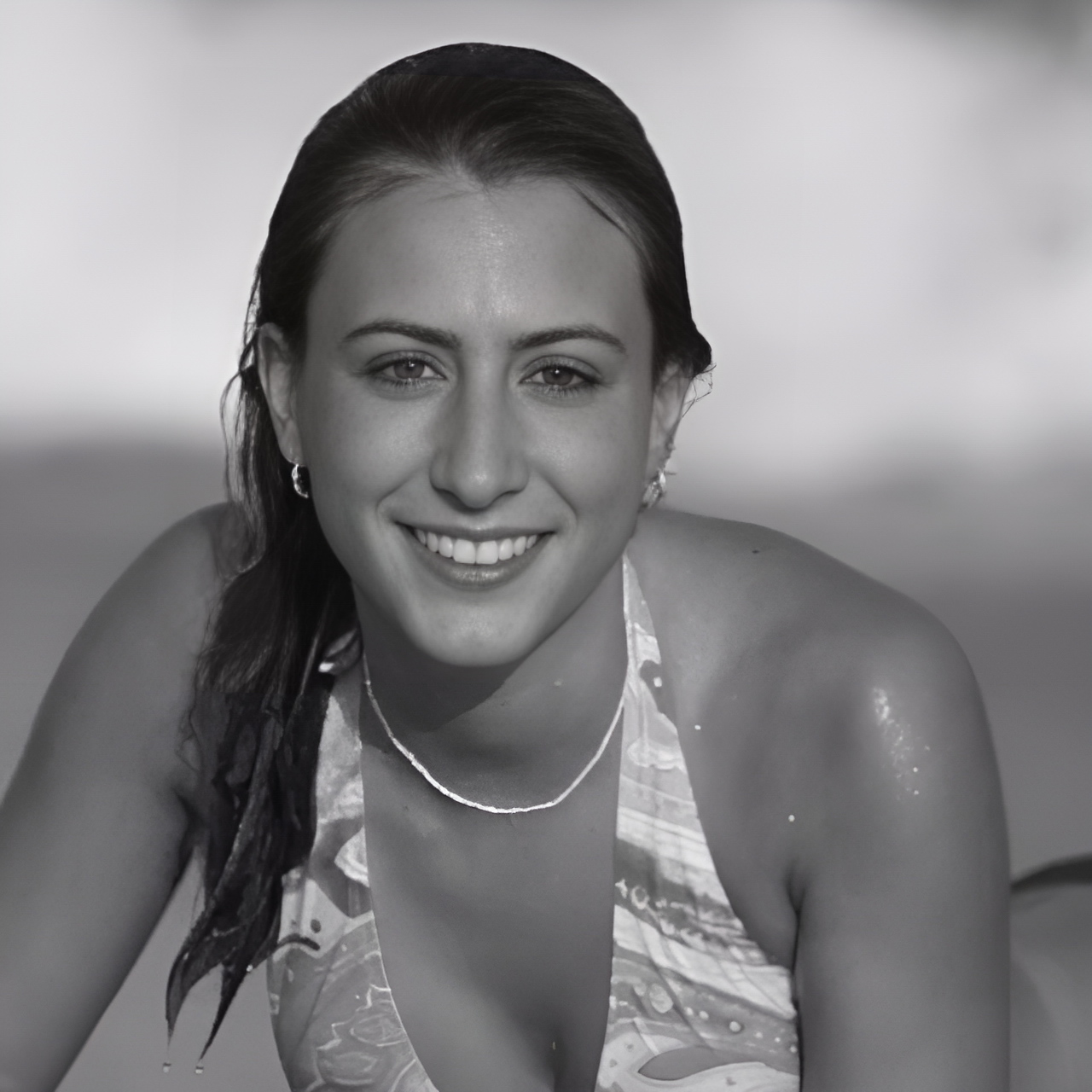

L'embrió del Projecte ARI va ser un concert solidari que l'Ariana, juntament amb dues amigues, va voler organitzar amb finalitats benèfiques, pel gust de la música i amb el record de la primera leucèmia que havia patit. Just llavors li van anunciar que havia recaigut en la malaltia. El destinatari passaria a tenir més importància: ara el concert es feia amb l'objectiu d'aconseguir fons i poder ajudar així en la lluita contra la leucèmia. Els tres eixos del projecte eren: obrir les 24h l'Hospital de Dia del Hospital Clínic, que evitaria als pacients haver de passar per urgències, amb el risc de contraure virus, ajudar en la mobilitat a les domiciliàries i portar la teràpia CAR-T a Espanya; dels tres objectius, l'últim era el més ambiciós.
La teràpia CAR-T (de l'anglès chimeric antigen receptor T) és un tipus d'immunoteràpia que es basa en agafar les cèl·lules del sistema immunitari i modificar-les per tal que es dirigeixin contra les cèl·lules canceroses d'una manera més eficient. El tractament s'ha començat a aplicar també a altres tipus de càncer. Malgrat que l'Ariana ja no requerís aquest tractament, el focus principal del Projecte ARI era portar-lo Europa, i això requeria uns 910.000 € per als assajos clínics. Al febrer de 2016, l'Hospital Clínic va anunciar que ja s'havia aconseguit desenvolupar el tractament al marge de les empreses farmacèutiques.
A través d'ajudes públiques, donacions d'empreses i particulars i actes benèfics la fundació va recaptar mig milió d'euros, segons s'informa en la pàgina web del Projecte ARI. Actes benèfics com el concert que es va celebrar el 25 de febrer de 2016 a la sala Luz de Gas de Barcelona, que va comptar amb la presència del grup de pop-rock català Love of Lesbian, amb totes les entrades exhaurides. Els fons van anar a parar a la Unitat d'Atenció Domiciliària de l'Hospital Clínic.
Més enllà del concert, diverses personalitats han mostrat el seu suport al projecte i a la campanya Enróllate. Des de futbolistes (com Leo Messi, Andrés Iniesta o Javier Mascherano) fins a models (com Judit Mascó o Martina Klein) passant per nombrosos periodistes (Andreu Buenafuente o Mercedes Milà), actors (com Santi Millán, Àngel Llàcer, Sílvia Abril o Tricicle) i cantants (com Joan Manuel Serrat).
ARI va ser el nom triat pel projecte. D'una banda són les inicials d'Assistència Recerca Intensiva i d'una altra és el sobrenom amb què també es coneix la seva impulsora, l'Ariana. Per al clínic, l'Ariana i la seva família són l'ànima del Projecte ARI, «i sempre estarem en deute amb ella».
L'any 2021, L'Agència Espanyola del Medicament (AEMPS) va aprovar l'ús com a medicament de teràpia avançada de fabricació no industrial el CAR-T ARI-0001, desenvolupat per l'Hospital Clínic, per a la seva utilització en pacients majors de 25 anys amb leucèmia limfoblàstica resistent als tractaments convencionals. Es tracta del primer CAR-T desenvolupat íntegrament a Europa que és aprovat per una agència reguladora.
A finals de 2023 més de 300 persones havien estat tractades amb el CAR-T amb un percentatge de curació del 90 per cent. El juliol de 2024, la teràpia CAR-T ARI-0002h, desenvolupada a l'Institut d'Investigacions Biomèdiques August Pi i Sunyer (IDIBAPS, consorci del qual forma part l'Hospital Clínic de Barcelona), va ser aprovada per l'AEMPS, amb els mateixos termes que ho havia estat la CAR-T ARI-0001 el 2021, en aquest cas per al tractament del mieloma múltiple en pacients amb recaiguda. La magnitud del projecte va ser recollida l'any 2024 en un vídeo en què es reconeixia tots els participants: equips mèdics, patrocinadors, a més de la història de l'Ariana i la seva lluita.